# Фрэнсис, Стив
Стив Дешон Фрэнсис (англ. Steve D'Shawn Francis; родился 21 февраля 1977, Такома-Парк, Мэриленд, США) — американский профессиональный баскетболист.

## Студенческая карьера
Первые два года Фрэнсис обучался в колледжах Сан-Джакинто и Аллегани. В 1998 году, будучи третьекурсником, был переведён в университет Мэриленда. Там он сразу стал атакующим защитником стартовой пятёрки, забив 17 очков в первом же матче против команды университета Западной Каролины.
В сезоне 1998—1999 местной команде «Мэриленд Террапинс» («водяные черепахи») удалось выиграть практически все матчи, а сам Фрэнсис был выбран в пятёрку лучших игроков студенческого чемпионата.

## Карьера в НБА
Хьюстон Рокетс (1999-2004)
Фрэнсис был выбран под общим вторым номером на драфте НБА 1999 командой «Ванкувер Гриззлис». Он публично заявил, что не хочет играть за «Гриззлис», объясняя это большим расстоянием от родного дома в Мэриленде, налогами и «волей Божьей».
Желание Фрэнсиса было удовлетворено, он был обменян в «Хьюстон Рокетс» в ходе мега сделки, включавшей в себя 3 команды и 11 игроков. Это был самый крупный обмен в истории НБА на тот момент.
По итогам своего дебютного сезона разделил звание новичка года с Элтоном Брэндом, занял второе место в  Слэм-данк контесте 2000, но «Рокетс» закончили сезон всего лишь с 34 победами при 48 поражениях.
В следующем сезоне, показатель «Рокетс» улучшился до 45-37, но все-таки они пропустили плей-офф. В своем третьем сезоне, Фрэнсис был отобран для участвия в Матче всех звёзд НБА, но в конечном итоге сыграл только в 55 играх из-за травмы ноги и команда завершила сезон с результатом 28-54. В 2002 году «Рокетс» имели 1-й пик драфта  и выбрали китайского центрового Яо Мина. Связка Фрэнсиса и Яо сразу стала одной из сильнейших в лиге и они оба были включены в стартовую пятерку Матча всех звёзд НБА 2003 года. 17 января 2003 года в матче с «Лос-Анджелес Лейкерс» Фрэнсис, набрав 44 очка, установил рекорд карьеры. Несмотря на 43-39 в том сезоне они вновь не смогли выбраться в плей-офф.
Главный тренер «Рокетс» Руди Томьянович ушел в отставку в 2003 году и команда выбрала экс-тренера «Нью-Йорк Никс», Джеффа Ван Ганди, в качестве его преемника. К сожалению для Фрэнсиса, тренерский стиль Ван Ганди не соответствовал скоростному стилю разыгрывающего. И хотя Фрэнсис попал на Матч всех звёзд НБА третий год подряд, его статистика снизилась в 2003-04, упав с 21,0 PPG, 6.2 RPG и 6.2 APG до 16.6 PPG, 5.5 RPG и 6.2 APG. Однако «Рокетс» попали в плей-офф впервые с 1999 года, но проиграли в пяти играх «Лос-Анджелес Лейкерс».
Когда отношения Фрэнсиса с Ван Ганди ухудшились, было очевидно, что «Рокетс» хотел двигаться в другом направлении. В то время тренер стремился сосредоточить внимание команды на Яо Мине, «Рокетс» в конечном итоге обменяли Фрэнсиса, вместе с его лучшим другом по команде Каттино Мобли, а также Кельвина Като, на Трейси Макгрейди, Джуван Ховард, Тайрон Лью и Риса Гейнса.
Во время первого срока пребывания Фрэнсиса в Хьюстоне, он в среднем набирал 19,3 очков, 6.4 передач, 6.1 подборов и 1,63 перехватов в 374 играх (372 в старте).
Орландо Мэджик (2004-2006)
Фрэнсис был недоволен обменом в Орландо, но хорошо адаптировался в новой для него среде. Фрэнсису очень подходил быстрый стиль нападения "run n' gun" временного главного тренера Криса Джента. После 16.6 очков в среднем за игру в прошлом году с «Рокетс», Фрэнсис в среднем набирал 21,3 PPG, 5,8 и RPG 7.0 APG в своем первом сезоне с  «Мэджик». В середине сезона, Мобли был продан в «Нью-Йорк Никс», что расстроило Фрэнсиса. По окончании сезона «Мэджик» не смогли отобраться в плей-офф.
В следующем сезоне, 5 февраля 2006 года появились слухи о том, что он может быть обменян в «Денвер Наггетс» на Эрла Уотсона, но впоследствии они были развеяны и генменеджер Отис Смит публично объявил, что команда не планирует расставаться с  Фрэнсисом. Тем не менее, были слухи, что Фрэнсис будет продан в «Нью-Йорк Никс»,  «Лос-Анджелес Лейкерс», «Миннесота», «Денвер Наггетс» или даже вернется к своей бывшей команды «Хьюстон Рокетс».
Нью-Йорк Никс (2006-2007)
22 февраля 2006 года, за один день до окончания дедлайна НБА Стив Фрэнсис был продан в «Нью-Йорк Никс» на Аризу и истекающий контракт атакующего защитника Анферни «Пенни» Хардуэй. Дебютировал Мэдисон-Сквер-Гарден в пятницу, 24 февраля, когда Нью-Йорк Никс столкнулись с «Нью-Джерси Нетс», и набрал 16 очков в 94-90 потери для Никс. Фрэнсис получил травму - тендинит в правом колене, и в результате начал сезон 2006-07 в среднем набирая лишь 11,3 очка за матч. Он вернулся 10 февраля 2007 в матче против Юта Джаз. 10 марта, Фрэнсис забросил победный 3-х очковый бросок против  «Вашингтон Уизардс», завершив одну из своих лучших игр за «Никс». В 2007, 28 июня, «Никс» обменяли Фрэнсиса и Ченнинг Фрая в Портленд Трэйл Блэйзерс на Зака Рэндольфа, Дэн Дико и Фреда Джонса, который затем выкупил оставшиеся два года контракта Френсиса за $ 30 млн, что сделало его неограниченно свободным агентом.
Возвращение в Хьюстон (2007-2008)
«Майами Хит», «Даллас Маверикс», «Хьюстон Рокетс», и «Клипперс» были заинтересованы Фрэнсисом. 20 июля, Фрэнсис выбрал «Рокетс»; подписав двухлетний контракт на $ 6 млн с ними, хотя «Хит» предложили больше денег. Тем не менее, он не смог занять должное место в ротации Рика Адельмана.
Фрэнсис использовал опцию в контракте, чтобы вернуться к «Хьюстон Рокетс» в НБА сезона 2008-09. Он потерял 15 фунтов для тренировочного лагеря, но он был не в состоянии играть в начале сезона из-за периода восстановления после травмы.
24 декабря 2008 года «Хьюстон Рокетс» обменял Фрэнсиса обратно в «Гриззлис», только теперь, команда находилась в Мемфисе. Этот обмен был на условного пика драфта 2011г. Этот шаг позволил Рокетс снизить налог на роскошь. Тем не менее, 27 января 2009 года было сообщено, что «Гриззлис» отказался от него и он никогда не играл за них. Никакие другие команды НБА не проявили интерес к Фрэнсису.
Китайская баскетбольная ассоциация
В ноябре 2010 года Фрэнсис подписал с «Бэйцзин Дакс». Он набирал в среднем 0,5 очка и 0,7 подборов за четыре игры, играя 14 минут, прежде чем покинуть команду в конце декабря того же года, чтобы вернуться в Соединенные Штаты.

## Статистика

### Статистика в НБА
| Сезон                                                                                    | Команда  | Регулярный сезон | Регулярный сезон | Регулярный сезон | Регулярный сезон | Регулярный сезон | Регулярный сезон | Регулярный сезон | Регулярный сезон | Регулярный сезон | Регулярный сезон | Регулярный сезон | Серия плей-офф | Серия плей-офф | Серия плей-офф | Серия плей-офф | Серия плей-офф | Серия плей-офф | Серия плей-офф | Серия плей-офф | Серия плей-офф | Серия плей-офф | Серия плей-офф |
| Сезон                                                                                    | Команда  | GP               | GS               | MPG              | FG%              | 3P%              | FT%              | RPG              | APG              | SPG              | BPG              | PPG              | GP             | GS             | MPG            | FG%            | 3P%            | FT%            | RPG            | APG            | SPG            | BPG            | PPG            |
| ---------------------------------------------------------------------------------------- | -------- | ---------------- | ---------------- | ---------------- | ---------------- | ---------------- | ---------------- | ---------------- | ---------------- | ---------------- | ---------------- | ---------------- | -------------- | -------------- | -------------- | -------------- | -------------- | -------------- | -------------- | -------------- | -------------- | -------------- | -------------- |
| 1999/00                                                                                  | Хьюстон  | 77               | 77               | 36,1             | 44,5             | 34,5             | 78,6             | 5,3              | 6,6              | 1,5              | 0,4              | 18,0             | Не участвовал  | Не участвовал  | Не участвовал  | Не участвовал  | Не участвовал  | Не участвовал  | Не участвовал  | Не участвовал  | Не участвовал  | Не участвовал  | Не участвовал  |
| 2000/01                                                                                  | Хьюстон  | 80               | 79               | 39,9             | 45,1             | 39,6             | 81,7             | 6,9              | 6,5              | 1,8              | 0,4              | 19,9             | Не участвовал  | Не участвовал  | Не участвовал  | Не участвовал  | Не участвовал  | Не участвовал  | Не участвовал  | Не участвовал  | Не участвовал  | Не участвовал  | Не участвовал  |
| 2001/02                                                                                  | Хьюстон  | 57               | 56               | 41,1             | 41,7             | 32,4             | 77,3             | 7,0              | 6,4              | 1,2              | 0,4              | 21,6             | Не участвовал  | Не участвовал  | Не участвовал  | Не участвовал  | Не участвовал  | Не участвовал  | Не участвовал  | Не участвовал  | Не участвовал  | Не участвовал  | Не участвовал  |
| 2002/03                                                                                  | Хьюстон  | 81               | 81               | 41,0             | 43,5             | 35,4             | 80,0             | 6,2              | 6,2              | 1,7              | 0,5              | 21,0             | Не участвовал  | Не участвовал  | Не участвовал  | Не участвовал  | Не участвовал  | Не участвовал  | Не участвовал  | Не участвовал  | Не участвовал  | Не участвовал  | Не участвовал  |
| 2003/04                                                                                  | Хьюстон  | 79               | 79               | 40,4             | 40,3             | 29,2             | 77,5             | 5,5              | 6,2              | 1,8              | 0,4              | 16,6             | 5              | 5              | 44,4           | 42,9           | 41,2           | 72,5           | 8,4            | 7,6            | 1,4            | 0,2            | 19,2           |
| 2004/05                                                                                  | Орландо  | 78               | 78               | 38,2             | 42,3             | 29,9             | 82,3             | 5,8              | 7,0              | 1,4              | 0,4              | 21,3             | Не участвовал  | Не участвовал  | Не участвовал  | Не участвовал  | Не участвовал  | Не участвовал  | Не участвовал  | Не участвовал  | Не участвовал  | Не участвовал  | Не участвовал  |
| 2005/06                                                                                  | Орландо  | 46               | 45               | 37,7             | 43,3             | 25,7             | 79,7             | 4,8              | 5,7              | 1,1              | 0,2              | 16,2             | Не участвовал  | Не участвовал  | Не участвовал  | Не участвовал  | Не участвовал  | Не участвовал  | Не участвовал  | Не участвовал  | Не участвовал  | Не участвовал  | Не участвовал  |
| 2005/06                                                                                  | Нью-Йорк | 24               | 15               | 27,5             | 44,2             | 53,8             | 76,1             | 3,0              | 3,5              | 1,0              | 0,3              | 10,8             | Не участвовал  | Не участвовал  | Не участвовал  | Не участвовал  | Не участвовал  | Не участвовал  | Не участвовал  | Не участвовал  | Не участвовал  | Не участвовал  | Не участвовал  |
| 2006/07                                                                                  | Нью-Йорк | 44               | 30               | 28,1             | 40,8             | 37,8             | 82,9             | 3,6              | 3,9              | 0,9              | 0,3              | 11,3             | Не участвовал  | Не участвовал  | Не участвовал  | Не участвовал  | Не участвовал  | Не участвовал  | Не участвовал  | Не участвовал  | Не участвовал  | Не участвовал  | Не участвовал  |
| 2007/08                                                                                  | Хьюстон  | 10               | 3                | 19,9             | 33,3             | 23,5             | 56,5             | 2,3              | 3,0              | 0,9              | 0,5              | 5,5              | Не участвовал  | Не участвовал  | Не участвовал  | Не участвовал  | Не участвовал  | Не участвовал  | Не участвовал  | Не участвовал  | Не участвовал  | Не участвовал  | Не участвовал  |
|                                                                                          | Всего    | 576              | 543              | 37,6             | 42,9             | 34,1             | 79,7             | 5,6              | 6,0              | 1,5              | 0,4              | 18,1             | 5              | 5              | 44,4           | 42,9           | 41,2           | 72,5           | 8,4            | 7,6            | 1,4            | 0,2            | 19,2           |
| Наведите курсор мыши на аббревиатуры в заголовке таблицы, чтобы прочесть их расшифровку. |          |                  |                  |                  |                  |                  |                  |                  |                  |                  |                  |                  |                |                |                |                |                |                |                |                |                |                |                |